# 8113 Matsue
8113 Matsue è un asteroide della fascia principale. Scoperto nel 1996, presenta un'orbita caratterizzata da un semiasse maggiore pari a 2,2781419 UA e da un'eccentricità di 0,1949845, inclinata di 6,76399° rispetto all'eclittica.